# Nürnberger Versicherungscup 2014
Nuremberg Cup 2014 — професійний тенісний турнір, що проходив на кортах з ґрунтовим покриттям. Це був 2-й за ліком турнір. Належав до Туру WTA 2014. Відбувся в Нюрнбергу (Німеччина). Тривав з 18 до 24 травня 2014.

## Очки і призові

### Розподіл очок
| Дисципліна       | П   | Ф   | ПФ  | ЧФ | 1/8 | 1/16 | Q   | Q3  | Q2  | Q1  |
| Одиночний розряд | 280 | 180 | 110 | 60 | 30  | 1    | 18  | 14  | 10  | 1   |
| Парний розряд    | 280 | 180 | 110 | 60 | 1   | Н/Д  | Н/Д | Н/Д | Н/Д | Н/Д |

### Розподіл призових грошей
| Дисципліна       | П       | F       | ПФ     | ЧФ     | 1/8    | 1/16   | Q3   | Q2   | Q1   |
| Одиночний розряд | €34,677 | €17,258 | €9,113 | €4,758 | €2,669 | €1,552 | €810 | €589 | €427 |
| Парний розряд    | €9,919  | €5,161  | €2,770 | €1,468 | €774   | Н/Д    | Н/Д  | Н/Д  | Н/Д  |

## Учасниці основної сітки в одиночному розряді

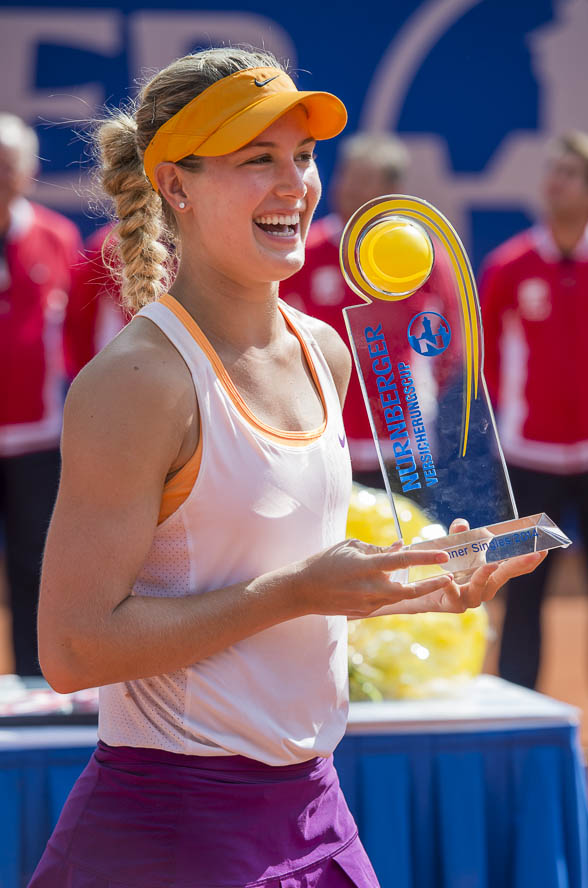
Переможниця в одиночному розряді Ежені Бушар

### Сіяні
| Країна    | Гравчиня         | Рейтинг1 | Сіяна |
| --------- | ---------------- | -------- | ----- |
| Німеччина | Анджелік Кербер  | 9        | 1     |
| Канада    | Ежені Бушар      | 20       | 2     |
| Чехія     | Клара Коукалова  | 30       | 3     |
| Україна   | Еліна Світоліна  | 38       | 4     |
| Австрія   | Івонн Мейсбургер | 40       | 5     |
| Японія    | Курумі Нара      | 45       | 6     |
| Франція   | Каролін Гарсія   | 46       | 7     |
| Німеччина | Анніка Бек       | 48       | 8     |

- 1 Рейтинг подано станом на 12 травня 2014

### Інші учасниці
Нижче наведено учасниць, які отримали вайлдкард на участь в основній сітці:
- Анна-Лена Фрідзам
- Антонія Лоттнер
- Ліза-Марія Мозер

Нижче наведено гравчинь, які пробились в основну сітку через стадію кваліфікації:
- Беатріс Гарсія-Відагані
- Юлія Глушко
- Анастасія Родіонова
- Ніна Зандер

Гравчині, що потрапили в основну сітку як щасливі лузери:
- Монтсеррат Гонсалес
- Тереза Мартінцова

### Знялись з турніру
До початку турніру
- Лурдес Домінгес Ліно → її замінила  Мона Бартель
- Гарбінє Мугуруса → її замінила  Белінда Бенчич
- Анна Кароліна Шмідлова (травма правого плеча) → її замінила  Тереза Мартінцова
- Роберта Вінчі → її замінила  Монтсеррат Гонсалес

## Учасниці основної сітки в парному розряді

### Сіяні
| Країна        | Гравчиня           | Країна  | Гравчиня              | Рейтинг1 | Сіяна |
| ------------- | ------------------ | ------- | --------------------- | -------- | ----- |
| США           | Лізель Губер       | США     | Ліза Реймонд          | 69       | 1     |
| Нова Зеландія | Марина Еракович    | Іспанія | Аранча Парра Сантонха | 82       | 2     |
| Японія        | Аояма Сюко         | Австрія | Сандра Клеменшиц      | 96       | 3     |
| Грузія        | Оксана Калашникова | Польща  | Катажина Пітер        | 115      | 4     |

- 1 Рейтинг подано станом на 12 травня 2014

### Інші учасниці
Нижче наведено пари, які отримали вайлдкард на участь в основній сітці:

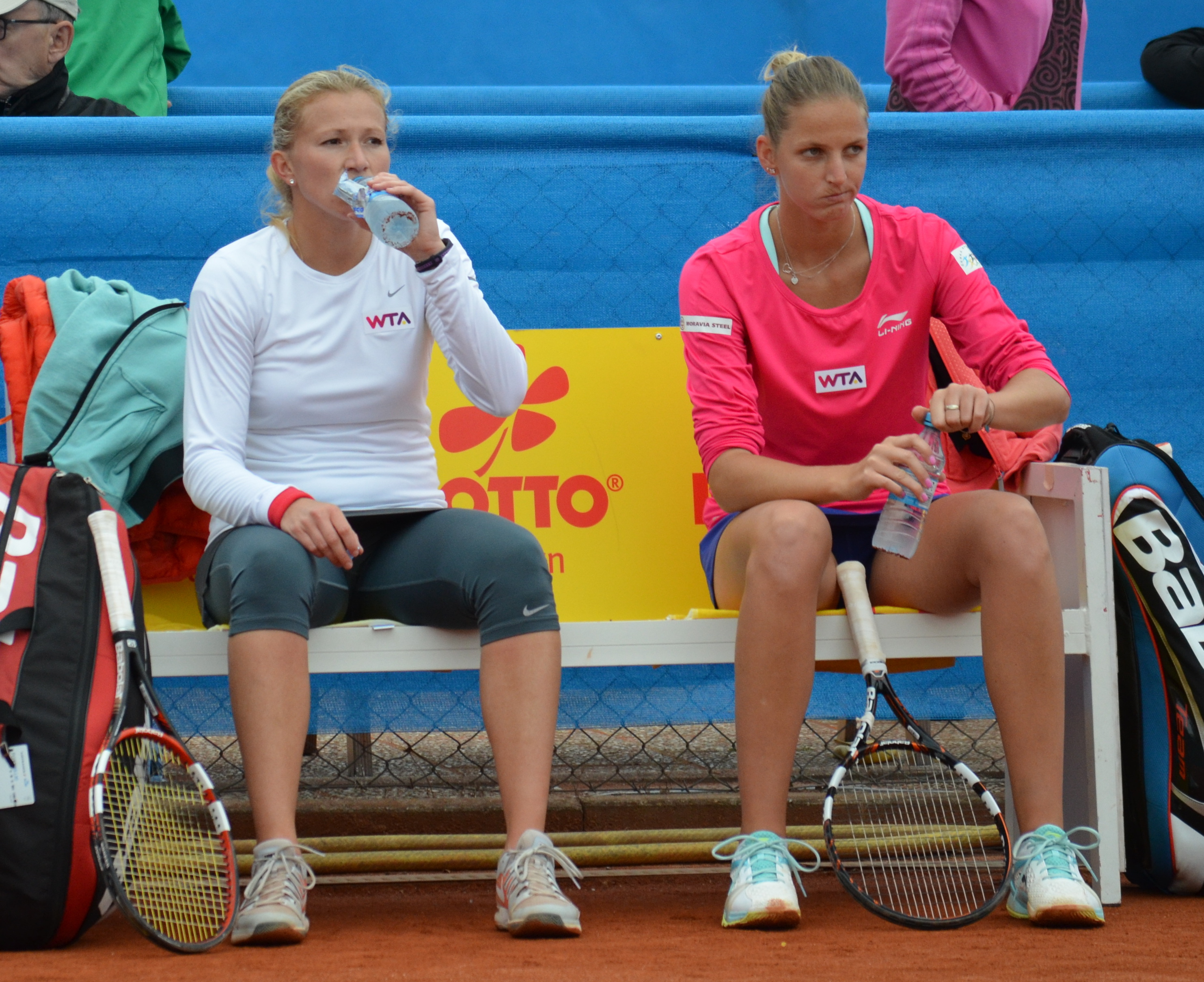
Переможниці в парному розряді Міхаелла Крайчек і Кароліна Плішкова

- Івонн Мейсбургер /  Катінка фон Дайхманн

## Переможниці

### Одиночний розряд
- Ежені Бушар —  Кароліна Плішкова 6–2, 4–6, 6–3

### Парний розряд
- Міхаелла Крайчек /  Кароліна Плішкова —  Ралука Олару /  Шахар Пеєр 6–0, 4–6, [10–6]